# Куряча сліпота звичайна
Куряча сліпота звичайна (Nonea pulla) — вид трав'янистих рослин родини шорстколисті (Boraginaceae), поширений у центральній і східній Європі, західній Азії.

## Опис
Багаторічна рослина 15–50 см заввишки. Рослина зелена, з коротким і негустим запушенням. Стебла здебільшого щиткоподібно розгалужені.

## Поширення
Поширений у центральній і східній Європі, західній Азії; інтродукований у деяких країнах Європи.
В Україні вид зростає на глинистих, вапняково-кам'янистих схилах і по засмічених місцях — в пд.-зх. і лісових районах, Лісостепу і Степу; в Криму рідко (околиці Сімферополя).

## Галерея

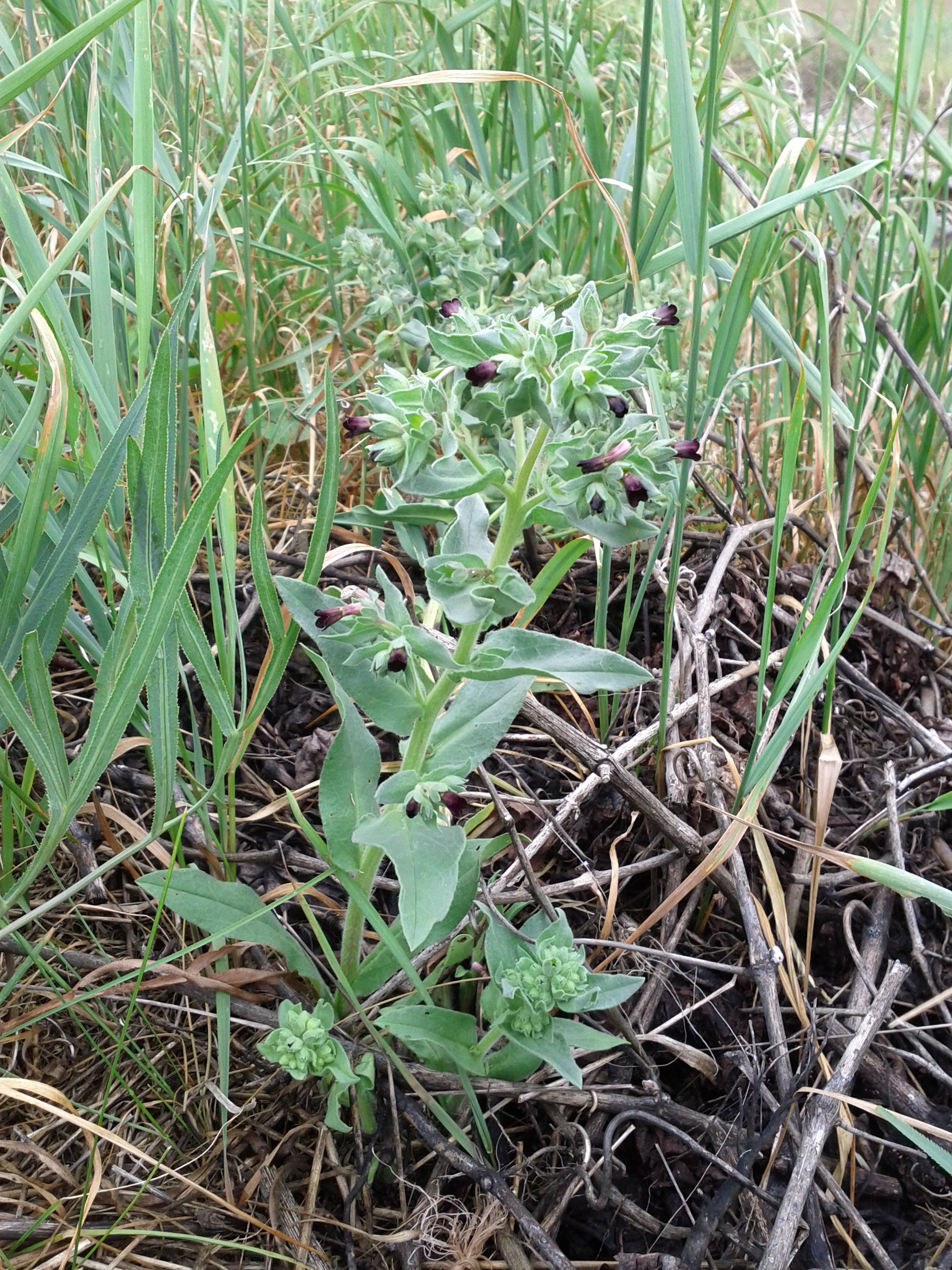
рослина в середовищі проживання
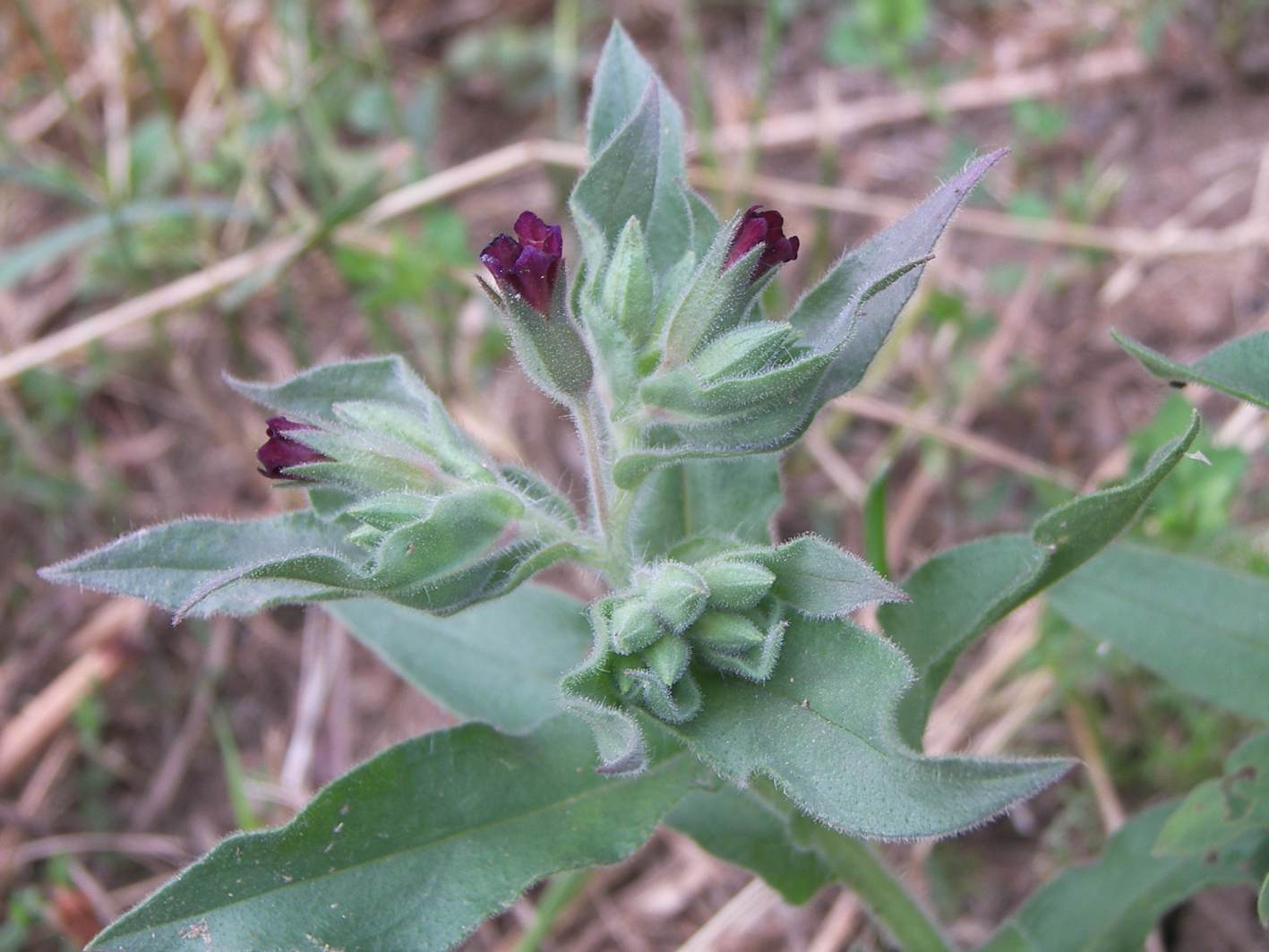
листки
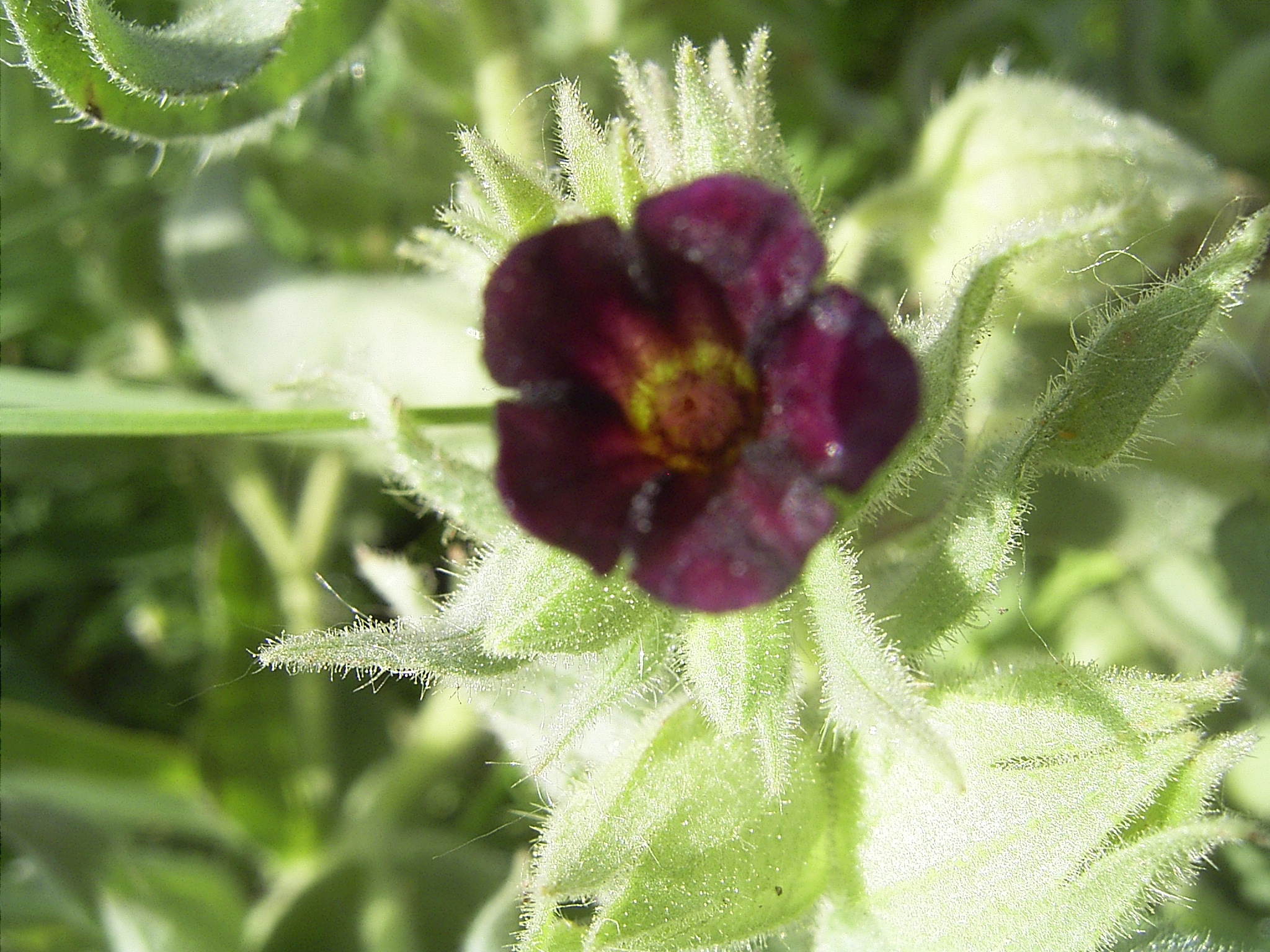
квітка